# Spasiwka (obwód chmielnicki)
Spasiwka (ukr. Спасівка) – wieś na Ukrainie, w obwodzie chmielnickim, w rejonie chmielnickim, w hromadzie Satanów. W 2001 liczyła 349 mieszkańców, wśród których 346 wskazało jako ojczysty język ukraiński, 2 rosyjski, a 1 bułgarski.